# Clayes
Clayes är en kommun i departementet Ille-et-Vilaine i regionen Bretagne i nordvästra Frankrike. Kommunen ligger i kantonen Montfort-sur-Meu som tillhör arrondissementet Rennes. År 2022 hade Clayes 941 invånare.

## Befolkningsutveckling
Antalet invånare i kommunen Clayes
Referens:INSEE